# La fin justifie les moyens
« La fin justifie les moyens » est un adage qui signifie qu'une personne est prête à tout, même à faire usage de moyens condamnables, pour atteindre un but. On attribue souvent cette formule à Machiavel, bien qu'il ne l'ait jamais exprimée telle quelle, car sa philosophie politique sous-entend la notion d'absence de scrupules.

## Histoire
Au XIVe siècle, Nicole Oresme écrit dans son œuvre Thèse de Meunier : « Bonne fin et moiens utiles à la fin ».
On trouve toutefois cette formule dans les mémoires de Philippe de Commynes, au milieu du XVe siècle. Les origines viennent de la monarchie de Louis XI. À cette époque, le seigneur des Commynes, Philippe Van Den Clyte, était le chambellan du Duc de Bourgogne puis prit le parti du roi pour être récompensé par le titre de Sénéchal de Poitou. Plus tard, en se retirant sur ses terres, il écrivit ses mémoires d'où fut extraite cette locution proverbiale.
Blaise Pascal : « Quand nous ne pouvons pas empêcher l'action, nous purifions au moins l'intention; et ainsi nous corrigeons le vice du moyen par la pureté de la fin. » (Les Provinciales, septième lettre, 1656, dont s'inspirera Molière dans Tartuffe, acte IV, scène 5). À contre courant, « L’horrible principe de : La fin justifie les moyens. » notait Alfred de Vigny dans son Journal d’un poète (janvier 1841).
Léon Trotski, Leur Morale et la nôtre, Paris :  Pauvert, 1966 [Le Sagittaire, 1939] : « Qui veut la fin [la victoire sur Franco en Espagne] doit vouloir aussi les moyens [la guerre civile] avec son cortège d’horreurs et de crimes. »
Pour sa part, Umberto Eco mentionne dans son roman Le Pendule de Foucault que Eugène Sue retrace l’origine de la maxime dans la Compagnie de Jésus et que dans Les Protocoles des Sages de Sion au chapitre premier on peut lire « Le but justifie les moyens ».
En fonction de la noblesse de la cause et des civilisations, la faute commise peut être pardonnée.
Cet adage est utilisé par Marc dans l'épisode 2 des Filles d'à côté en 1993.

## Romans
- Anne Perry, La fin justifie les moyens, 10/18, 2011  (ISBN 978-2-2640-5400-5)
- Lynda Martinez, La fin justifie les moyens, 7 écrit Éditions, 2012  (ISBN 978-2-3684-9110-2)

## Musique
- La fin justifie les moyens est une chanson du rappeur français MC Solaar sur l'album Prose combat.

## Télévision
Cette expression a été reprise pour des titres d'épisodes de séries télévisées :
- Saison 1 de Misfits (épisode 5)
- Saison 3 de Sur écoute (épisode 8)
- Saison 7 de Burn Notice (épisode 13)
- Saison 3 de Star Trek: Enterprise (épisode 2)
- Saison 1 de Jeremiah (épisode 18)
- Saison 1 de House of Cards (épisode 13)
- Saison 4 de Un, dos, tres (épisode 16)
- Saison 1 de Candice Renoir (épisode 8)
- Saison 1 de The Musketeers (épisode 10)
- The Event (épisode 21)
- Saison 2 de V (2009) (épisode 8)
- Saison 2 d'Alphas (épisode 12)
- Saison 3 de Mère et Fille (épisode 16)
- Saison 2 de Prison Break (épisode 13)
- Saison 1 de Good Girls (épisode 1)

- Saison 19 de New York, unité spéciale (épisode 16)
- Saison 1 de The Good Place (épisode 7)
- Saison 4 de Community (épisode 7)